# Club Voleibol Esplugues
El Club Voleibol Esplugues es un club de voleibol femenino con sede en Esplugas de Llobregat (Barcelona). Fue fundado en 1989 y actualmente su primer equipo juega en la Superliga 2 femenina.

## Palmarés
- 2024
  - Campeonato de España Cadete 2023-2024[1]
  - Campeonato de España Infantil 2023-2024[2]
  - Copa de España Cadete 2024[3]
  - Copa de España Infantil 2024[4]
- 2022
  - Copa de España Cadete 2022[5]
  - Copa de España Infantil 2022[6]
  - 3ª posición Campeonato de España Alevín 2022[7]
  - 3ª posición Campeonato de España Infantil 2022[8]
- 2021
  - 3ª posición Superliga 2